# アダプト (サカナクション)
「アダプト」（英: ADAPT）は、日本のロックバンド・サカナクションの音楽プロジェクト。新型コロナウイルス感染症が流行している状況下での経験を作品や活動として表現する一連の企画の第1章として位置付けられており、第2章「アプライ」へと続いていくことがアナウンスされている。本記事では、これらの企画の第1章として内包される各ライブやコンセプト・アルバムについて解説する。

## 背景

### 2019年：バンドに合った楽曲のリリース手段の模索
2019年6月19日、7枚目のオリジナル・アルバム『834.194』をリリース。ボーカル・山口一郎は、アルバムをリリースした直後のインタビューなどにおいて、CDのリリースをメインとした楽曲の発表を今後は行わない可能性があると言及している。これは近年、音楽を聴く手段として、ストリーミングが台頭してきている状況を受けて、CDやDVDなどをリリースする際に、ジャケット写真やデザインなどにも力を入れ「音楽ソフトのプロダクトとしての価値の拡張」をテーマに商品展開を行ってきたことを踏まえての発言である。
| 「                                                      | 自分自身のリスニングスタイルを考えても、単純にただCDをリリースして、そこだけでビジネスしていこうという考え方はもう違うのかなと。〔中略〕CDという形態をメインで出すアルバムとしてはラストになるかもしれないと思っています。 | 」 |
| —山口一郎（『日経エンタテインメント!』2019年7月号より） | |    |

このように、バンドとしての楽曲制作のモチベーションそのものにネガティブは変化はないものの、完成した新曲をリリースする手段については、これまでとは違う新たな方針を考え始めるようになったという。

### 2020年：コロナ禍による「834.194 光」ツアー休止以降の経験
2020年1月より、アルバムの2度目のリリースツアーとして、日本全国のホールを巡る「SAKANAQUARIUM2020 "834.194 光"」が開催されたが、日程の半ばで新型コロナウイルス感染症の影響により、政府からイベントの開催の必要性を検討するよう要請されたことを受け、公演の延期を決定した。
その後、残りの全日程について、延期を繰り返したものの、ツアー再開は叶わず、アリーナでの追加公演を含め、予定されていた26公演のうち、14公演は開催中止となった。
ツアーの休止が決定してから、ライブの代替としてさまざまな企画を実施した。バンドとしては、これまでにリリースしたライブ映像作品のYouTubeでの無料配信が企画され、山口個人としては、自身のSNSを通じて、ファンや他のクリエイターと積極的に交流を深めていった。
この時期から、山口はこうしたコロナ禍をきっかけとした経験を音楽として表現していくことに意欲を示している。これに関して、山口は自身の経験よりも、あくまでファンたちの感情を代弁したいと考えており、ファンたちの状況を取材するためにもSNSを活用している、と語った。
また、いくつかのミュージシャンが無観客のオンラインライブを企画している状況をふまえて、オンラインライブは有観客ライブが出来ない状況に仕方なく開催するものではなく、独自の価値を創造し、表現の手法を増やしていくことが重要である、と語っている。
その後、2020年7月17日には、自身初となるオンラインライブ「SAKANAQUARIUM 光 ONLINE」の開催を発表した。本公演について、これまで通りのライブをただ観客がいない状態で撮影したものではなく、ミュージックビデオなど、これまでに取り組んできた音楽のための映像表現をライブに取り込むことで、有観客ライブとは異なる新しい価値を創造する意図があったと、山口は語っている。
9月18日には、新曲「月の椀」が、トヨタ自動車「ヤリスクロス」CMに起用されることが発表された。当時、タイトル未定の状態で発表された本楽曲は、CMがオンエアされている期間にリリースしたいと考えていたものの、山口の体調不良などにより、思うように進んでいないことを明かした。
11月24日には「SAKANAQUARIUM2020 "834.194 光"」が中止となって以降、初となる有観客ライブ「SAKANAQUARIUM 暗闇」の開催が発表された。本公演では、新型コロナウイルス感染症対策に効果のある加工が施された商品が、ツアーグッズとして発売されることなどがアナウンスされていたが、開催地の首都圏を中心に新規感染者が増加している状況を鑑み、中止となった。
2020年以降の経験を通して、山口は「この先、サカナクションはライブで盛り上がる曲だけでなく、音楽を聴く人の心の隙間に寄り添うような音楽を作らなくてはいけない」という目的を見出している。ツアー休止以降のバンドの活動を追ったNHKスペシャルの番組にて、山口はコロナ禍を通しての経験を、以下のような詩として表現した。
| 「                                                                                       | 背の高い藪を、手で漕ぎ道を作る僕らのこの感情は きっと新たな時代への獣道だ。 | 」 |
| —山口一郎（NHKスペシャル パンデミック 激動の世界 (8)「音楽&スポーツ 熱狂なき空間」より） |                                                                             |    |

### 2021年：コロナ禍を通した経験の作品・活動への還元
2021年の元日に放送されたラジオにて、山口は年内にアルバムをリリースすることを目標にしている、と語った。4月2日には、山口が全国のZeppにて演奏を行うファンクラブ会員限定のツアー「NF OFFLINE」の開催が発表された。本ツアーは、メンバー全員で出演するこれまで通りの有観客ライブとして計画されていたが、草刈が体調不良によりリハーサルを行えなくなったことをきっかけに、山口が1人で出演する形に変更された。
また、本ツアーは、5月から7月にかけて開催予定であったが、新型コロナウイルス感染症による緊急事態宣言の発出が決定したことにより、5月分の公演が延期となった。これを受け、山口の自宅から配信する「NF OFFLINE FROM LIVING ROOM」が開催されることとなった。
山口は、以前からコロナ禍において、有観客ライブとは異なるオンラインライブ独自の価値を追求していくことの必要性を敷衍していたが、当初の計画にはなかった「オンラインライブを開催してから有観客ライブに移行する」という流れでツアーを終えたことに対して、それぞれの環境に関わらず視聴可能なオンラインライブを設けたことにより、その収益を後の有観客ライブの赤字補填に充てることができるという点などから、手応えを感じたと語った。
6月には、参天製薬の目薬ブランド「サンテFX」シリーズの新CMに「プラトー」を、7月には、アリーナツアーの開催を、そして8月には、フジテレビ制作の映画『劇場版 ルパンの娘』主題歌として「ショック!」を発表した。
この時期には、既に新アルバムの制作に本格的に取りかかっており、11月頃にシングルをリリースをせずにアルバムをリリースすること、オンラインライブを開催してからアリーナツアーへと移行していく流れを計画していることを山口は語っている。
10月22日、バンドの公式SNSより、コロナ禍における経験をコンセプトした2部構成の音楽プロジェクト「アダプト」「アプライ」の始動が発表され、ニュースサイトなどでも記事が公開された。

## 制作

### コンセプトとプロジェクトの流れ
プロジェクト全体のコンセプトとして「バンドがコロナ禍で巻き起こる現象にどのように "適応" してきたのか、"適応" していくのかを体現する」ことが目標にされている。テーマを表現するために、まずはオンラインライブを開催し、アリーナツアーへと移行し、当初はコンセプト・アルバムのリリースをもって、プロジェクトが終了となる予定であったが、後にホールツアーの開催が新たに発表された。
そして「アダプト（適応）」にまつわる企画が終了した後は、その続編として「アダプトを通した経験をこの時代にどう "応用" していくのかを体現する」ことを目標とした「アプライ（応用）」というプロジェクトが、新たにスタートする予定となっている。

## プロモーションとマーケティング

### プロジェクトに関する情報の解禁
本プロジェクトに関する情報で最初に解禁されたのは、2021年から2022年にかけて開催されたアリーナツアー「SAKANAQUARIUM アダプト TOUR」についてであり、2021年7月20日にバンドの公式サイトやSNSから告知が行われた。当時は、音楽プロジェクトについての言及はなく、ツアーの開催と日程についての情報のみが解禁された。
その後、10月22日にバンドの公式SNSから2部構成の音楽プロジェクトについて発表され、各種ニュースサイトでも記事が公開された。プロジェクトについての情報が発表されてからオンラインライブ開催までのおよそ1か月間には、過去のライブ映像のYouTube配信が企画された。
11月21日、無観客ライブ「SAKANAQUARIUM アダプト ONLINE」2日目の配信が終了した直後に、コンセプト・アルバム『アダプト』のリリース日が発表された。11月21日には、アルバムに収録予定の楽曲の中から「プラトー」の先行リリースが発表された。なお、本楽曲は、配信リリース前日の12月2日にラジオ放送が解禁されている。
12月11日には、オンラインライブをVOD方式で再配信する「re:アダプト ONLINE」の提供開始と、同日よりスタートしたアリーナツアー「SAKANAQUARIUM アダプト TOUR」の日本武道館での追加公演が発表された。また、本公演の模様を有料生配信することも後に発表された。翌年2022年1月24日には「ショック!」のラジオ放送が解禁され、先行リリースも発表された。
2022年3月4日、コンセプト・アルバムの収録曲、および「プロジェクト最終章」と銘打たれたホールツアーの開催が発表され、後にツアータイトル「SAKANAQUARIUM アダプト NAKED」が発表された。アルバムリリース直前の3月25日には「月の椀」のラジオ放送が解禁された。

#### 商品展開
コンセプト・アルバム『アダプト』は、通常盤の他に初回生産限定盤A・初回生産限定盤B、そしてファンクラブ会員向けに「NF member -Limited Edition-」が、完全生産限定でリリースされた。初回生産限定盤に付属のBlu-ray・DVDには、2021年に山口の自宅から生配信されたオンラインライブ「NF OFFLINE FROM LIVING ROOM」の模様が、NF member -Limited Edition- の特典CDには、岩寺・江島・岡崎・草刈が作曲した舞台『マシーン日記』サウンドトラックが収録される。

### タイアップ
| タイトル  | タイアップ                                       |
| --------- | ------------------------------------------------ |
| 月の椀    | トヨタ自動車 ヤリスクロス「CROSS for」篇CMソング |
| プラトー  | 参天製薬 サンテFX「そうだ、その目だ」編CMソング  |
| ショック! | 映画『劇場版 ルパンの娘』主題歌                  |

## アートワーク
本プロジェクトのロゴや関連するビジュアルのデザインは、平林奈緒美が担当している。オンラインライブの開催直前に公開されたメンバーのビジュアルは、モノクロの写真にブロックノイズ風の加工が施されており、これはオンラインライブで使用された演出映像や先行配信された「プラトー」のジャケットなどのデザインとリンクしている。「ショック!」の先行配信用のジャケットには、オンラインライブに出演した嶋田久作の写真が用いられている。
アルバムのジャケットは、商品形態に合わせて3種類あり、それぞれアメリカのクリエイター・TraceLoopsによるコラージュ作品の制作過程があしらわれている。

## オンラインライブ・ツアー

### SAKANAQUARIUM アダプト ONLINE
音楽プロジェクト「アダプト」の幕開けとなるオンラインライブ「SAKANAQUARIUM アダプト ONLINE」が、2021年11月20日・21日に生中継で配信された。総合演出は、前回のオンラインライブ「SAKANAQUARIUM 光 ONLINE」に引き続き、田中裕介が務めた。
「演劇 × MV × ライブ」というコンセプトのもとで演出が構成され「アダプトタワー」と名付けられた4階建てビル相当の造形物の中で演奏した。本公演では、バンドと同じ空間でキャストが演技を行う演出が取り入れられ、川床明日香をはじめ、るうこ、THE 2の古舘佑太郎、エモン久瑠美、嶋田久作らが要所で登場した。
また、本公演は参天製薬「サンテFX」の提供とソフトバンク「5G LAB」の協賛が発表されたほか、ビジュアルエフェクト担当として、Rhizomatiksも参加したことが明かされている。配信の前日には、日本テレビ『スッキリ』にて取材が行われ、会場からの生中継が行われた。
本公演は、公演が開催された2日間とその後1週間のアーカイブ視聴期間が設けられた。その後、アリーナツアー「SAKANAQUARIUM アダプト TOUR」の開催期間に合わせて、11月21日の公演をVOD方式で再配信する「re:アダプト ONLINE」の提供が行われた。

### SAKANAQUARIUM アダプト TOUR
本プロジェクトのタイトルを冠した有観客ライブツアー「SAKANAQUARIUM アダプト TOUR」が、2021年12月11日から2022年1月30日にかけて開催された。
本ツアーの開催は、プロジェクトの発表よりも以前にアナウンスされており、当初は全国6都市のアリーナにて計12公演が開催されるとされていたが、ツアー初日の愛知公演終了直後に日本武道館での2公演が新たに追加で発表され、全国6都市14公演となった。
バンドの有観客ライブとしては、新型コロナウイルス感染症の流行により、行程途中に中止となった「SAKANAQUARIUM2020 "834.194 光"」以来、約1年10か月ぶりの公演となる。また、当時のツアーにて導入予定であったバンドオリジナルの音響システム「SPEAKER +」も、本ツアーで初めて採用されている。
本ツアーは、オンラインライブに引き続き、参天製薬「サンテFX」の提供が発表されており、チケット情報サイトなどでは「SAKANAQUARIUM アダプト TOUR supported by サンテFX」というツアータイトルも使用されている。
本ツアーも、日本テレビ『スッキリ』にて取材が行われ、番組の総合司会を務める加藤浩次が、1月15日の札幌公演で前説を行うことが発表された。この模様は、2月1日に同番組で放送された。
1月16日には、日本武道館での追加公演2日間の配信「SAKANAQUARIUM アダプト TOUR STREAMING LIVE at NIPPON BUDOKAN」が発表された。先述の無観客を前提とした「SAKANAQUARIUM アダプト ONLINE」とは異なり、本配信は有観客ライブの生配信となった。

### SAKANAQUARIUM アダプト NAKED
本プロジェクトの最終章と位置づけられたホールツアー「SAKANAQUARIUM アダプト NAKED」が、アルバムのリリース後に開催されることが発表された。
本ツアーは「SAKANAQUARIUM 2020 "834.194 光"」以来となるホールツアーであり、本ツアーでは「SAKANAQUARIUM 2020 "834.194 光"」にて、公演が中止となった会場の多くが、再び開催地に選ばれている。
本ツアーは、当初6月からのスタートを予定していたが、メンバーのプライベートでの問題やその他の事情から、十分なリハーサルが行えなかったことなどを理由に、序盤の大阪・京都公演が延期となった。
その後、山口が体調不良を原因に、休養を取ることを決定し、当初は秋までの公演をさらに延期する措置を取ったが、最終的に全公演の中止が発表された。

## コンセプト・アルバム
オンラインライブ、アリーナツアーに引き続く本プロジェクトの大きな企画として、コンセプト・アルバム『アダプト』が、2022年3月30日にリリースされた。先述のライブにて演奏された楽曲を含む全9曲が収録される。なお、9曲目の「DocumentaRy of ADAPT」は、CDのみの収録となる。
| 全作詞: 山口一郎、全作曲・編曲: サカナクション。 |                    |          |                |      |
| #                                                | タイトル           | 作詞     | 作曲・編曲     | 時間 |
| 1.                                               | 「塔」             | 山口一郎 | サカナクション | 2:17 |
| 2.                                               | 「キャラバン」     | 山口一郎 | サカナクション | 4:19 |
| 3.                                               | 「月の椀」         | 山口一郎 | サカナクション | 4:10 |
| 4.                                               | 「プラトー」       | 山口一郎 | サカナクション | 4:25 |
| 5.                                               | 「ショック!」      | 山口一郎 | サカナクション | 5:08 |
| 6.                                               | 「エウリュノメー」 | 山口一郎 | サカナクション | 4:23 |
| 7.                                               | 「シャンディガフ」 | 山口一郎 | サカナクション | 4:14 |
| 8.                                               | 「フレンドリー」   | 山口一郎 | サカナクション | 4:57 |
| 合計時間:                                        | 合計時間:          | 33:53    |                |      |

| 全作詞: 山口一郎、全作曲・編曲: サカナクション。 |                          |          |                |      |
| #                                                | タイトル                 | 作詞     | 作曲・編曲     | 時間 |
| 9.                                               | 「DocumentaRy of ADAPT」 | 山口一郎 | サカナクション | 8:22 |
| 合計時間:                                        | 合計時間:                | 42:15    |                |      |

| #         | タイトル                 | 作詞  | 作曲・編曲 | 時間 |
| --------- | ------------------------ | ----- | ---------- | ---- |
| 1.        | 「OPENING」              |       |            | 6:02 |
| 2.        | 「新宝島」               |       |            | 5:07 |
| 3.        | 「セプテンバー」         |       |            | 8:06 |
| 4.        | 「忘れられないの」       |       |            | 4:43 |
| 5.        | 「フクロウ」             |       |            | 5:22 |
| 6.        | 「ネプトゥーヌス」       |       |            | 7:21 |
| 7.        | 「ユリイカ」             |       |            | 4:55 |
| 8.        | 「茶柱」                 |       |            | 5:52 |
| 9.        | 「ナイロンの糸」         |       |            | 6:36 |
| 10.       | 「シーラカンスと僕」     |       |            | 4:34 |
| 11.       | 「白波トップウォーター」 |       |            | 9:50 |
| 12.       | 「グッドバイ」           |       |            | 5:08 |
| 合計時間: | 合計時間:                | 73:43 |            |      |

| 全作曲: 岩寺基晴、江島啓一、岡崎絵美、草刈愛美。 |                                          |       |                                                    |      |
| #                                                | タイトル                                 | 作詞  | 作曲・編曲                                         | 時間 |
| 1.                                               | 「エントランス」                         |       | 岩寺基晴、 江島啓一 、岡崎絵美、 草刈愛美 [ 注 3 ] | 2:38 |
| 2.                                               | 「Over the Rainbow ミチオ日記」          |       | 岩寺基晴、 江島啓一 、岡崎絵美、 草刈愛美 [ 注 3 ] | 1:59 |
| 3.                                               | 「ミチオ vs アキトシ」                   |       | 岩寺基晴、 江島啓一 、岡崎絵美、 草刈愛美 [ 注 3 ] | 2:29 |
| 4.                                               | 「ジャングルビート」                     |       | 岩寺基晴、 江島啓一 、岡崎絵美、 草刈愛美 [ 注 3 ] | 0:44 |
| 5.                                               | 「福島先生のカセットテープ 朝」          |       | 岩寺基晴、 江島啓一 、岡崎絵美、 草刈愛美 [ 注 3 ] | 2:58 |
| 6.                                               | 「ケイコのテーマ」                       |       | 岩寺基晴、 江島啓一 、岡崎絵美、 草刈愛美 [ 注 3 ] | 1:18 |
| 7.                                               | 「ベルトコンベア」                       |       | 岩寺基晴、 江島啓一 、岡崎絵美、 草刈愛美 [ 注 3 ] | 2:17 |
| 8.                                               | 「ミチオの部屋へ」                       |       | 岩寺基晴、 江島啓一 、岡崎絵美、 草刈愛美 [ 注 3 ] | 0:37 |
| 9.                                               | 「ミチオ vs ケイコ」                     |       | 岩寺基晴、 江島啓一 、岡崎絵美、 草刈愛美 [ 注 3 ] | 1:36 |
| 10.                                              | 「夜の工場」                             |       | 岩寺基晴、 江島啓一 、岡崎絵美、 草刈愛美 [ 注 3 ] | 3:03 |
| 11.                                              | 「私、あんたのマシーンになる。」         |       | 岩寺基晴、 江島啓一 、岡崎絵美、 草刈愛美 [ 注 3 ] | 1:49 |
| 12.                                              | 「ケイコ日記」                           |       | 岩寺基晴、 江島啓一 、岡崎絵美、 草刈愛美 [ 注 3 ] | 2:16 |
| 13.                                              | 「福島先生のカセットテープ 日曜の朝」    |       | 岩寺基晴、 江島啓一 、岡崎絵美、 草刈愛美 [ 注 3 ] | 1:42 |
| 14.                                              | 「Over the Rainbow サチコの思い出」      |       | 岩寺基晴、 江島啓一 、岡崎絵美、 草刈愛美 [ 注 3 ] | 1:13 |
| 15.                                              | 「3号機、出動!」                         |       | 岩寺基晴、 江島啓一 、岡崎絵美、 草刈愛美 [ 注 3 ] | 1:32 |
| 16.                                              | 「盗聴」                                 |       | 岩寺基晴、 江島啓一 、岡崎絵美、 草刈愛美 [ 注 3 ] | 1:16 |
| 17.                                              | 「福島先生のヒーリングリラクゼーション」 |       | 岩寺基晴、 江島啓一 、岡崎絵美、 草刈愛美 [ 注 3 ] | 8:37 |
| 18.                                              | 「着床」                                 |       | 岩寺基晴、 江島啓一 、岡崎絵美、 草刈愛美 [ 注 3 ] | 3:38 |
| 19.                                              | 「インターミッション」                   |       | 岩寺基晴、 江島啓一 、岡崎絵美、 草刈愛美 [ 注 3 ] | 2:32 |
| 20.                                              | 「ケイコ モノローグ」                    |       | 岩寺基晴、 江島啓一 、岡崎絵美、 草刈愛美 [ 注 3 ] | 4:23 |
| 21.                                              | 「部品、部品。」                         |       | 岩寺基晴、 江島啓一 、岡崎絵美、 草刈愛美 [ 注 3 ] | 0:46 |
| 22.                                              | 「サチコ日記」                           |       | 岩寺基晴、 江島啓一 、岡崎絵美、 草刈愛美 [ 注 3 ] | 0:47 |
| 23.                                              | 「猫ふんじゃってない」                   |       | 岩寺基晴、 江島啓一 、岡崎絵美、 草刈愛美 [ 注 3 ] | 2:54 |
| 24.                                              | 「カウントダウン」                       |       | 岩寺基晴、 江島啓一 、岡崎絵美、 草刈愛美 [ 注 3 ] | 3:11 |
| 25.                                              | 「Over the Rainbow 負けるもんか。」      |       | 岩寺基晴、 江島啓一 、岡崎絵美、 草刈愛美 [ 注 3 ] | 3:14 |
| 26.                                              | 「ミチオ モノローグ」                    |       | 岩寺基晴、 江島啓一 、岡崎絵美、 草刈愛美 [ 注 3 ] | 2:48 |
| 27.                                              | 「着火」                                 |       | 岩寺基晴、 江島啓一 、岡崎絵美、 草刈愛美 [ 注 3 ] | 1:23 |
| 28.                                              | 「Over the Rainbow カーテンコール1」     |       | 岩寺基晴、 江島啓一 、岡崎絵美、 草刈愛美 [ 注 3 ] | 2:04 |
| 29.                                              | 「Over the Rainbow カーテンコール2」     |       | 岩寺基晴、 江島啓一 、岡崎絵美、 草刈愛美 [ 注 3 ] | 2:21 |
| 合計時間:                                        | 合計時間:                                | 68:07 |                                                    |      |

## ミュージック・ライブビデオ
本プロジェクトに関連する楽曲からは「プラトー」「ショック!」「月の椀」のミュージックビデオが、現在公開されている。いずれも「SAKANAQUARIUM アダプト ONLINE」にて配信されたライブ映像となっている。
これまでに、6thシングル「僕と花」ミュージックビデオを一発撮りで収録しながら、その模様をUstreamにて配信するという試みを行っているが、今回の映像は「SAKANAQUARIUM アダプト ONLINE」にて実際に配信された映像をそのまま使用している。
バンドでは、これらの映像を通常のミュージックビデオとは区別する意図で「ミュージック・ライブビデオ」と呼称している。

## 評価

### ライブに関する批評
- ロッキング・オンの古河晋は、ライブ前半の演劇などの要素を取り入れた演出について、バンドの音楽を今までにない視点から捉えることができ「その芯にある体温に触れられた感触があった」と評した[63]。
- テレビプロデューサーの佐久間宣行は、自身がパーソナリティを務めるラジオ番組『佐久間宣行のオールナイトニッポン0』にて「SAKANAQUARIUM アダプト TOUR」を映画監督の大根仁と共に観覧したことを話題に挙げ「コロナ禍でしか出来ない表現を探し、それにファンがついていっている」という点から、現代のバンドのトップランナーであると評した[64]。
- Real Soundの森朋之は、プロジェクトが、無観客のオンラインライブを経てから有観客のアリーナツアーへと移行した流れに触れ、オンラインと生のライブにおける表現の使い分けという課題に対して、最適解の一つを示したと評した[65]。
- SENSAの栗本斉は、ライブ中盤でインスト曲「DocumentaRy」を演奏した際の演出などについて「コロナ禍において一気に影を潜めてしまったクラブカルチャーへのオマージュのようにも感じられる」と評したほか、ライブ全体について「先進的なロックバンドかつポップスターでもあるサカナクションの両面が共存していた」と評価した[66]。
- [Alexandros]の元メンバー・庄村聡泰は、日本武道館公演の率直な感想を「ヤバい。ヤバ過ぎる」と表現した。また、舞台セットやサウンドシステムなどの演出を一通り評価しつつも「結局のところ最も良かった点は、メンバーによる生の演奏だった」と語った[67]。

## チャート
| チャート                               | 順位                 | 出典                 |
| アルバム『アダプト』                   | アルバム『アダプト』 | アルバム『アダプト』 |
| -------------------------------------- | -------------------- | -------------------- |
| 日本・オリコンCDアルバム               | 4                    | [ 統計 8 ]           |
| 日本・オリコンデジタルアルバム         | 1                    | [ 統計 9 ]           |
| 日本・オリコンROCKアルバム             | 1                    | [ 統計 10 ]          |
| 日本・オリコン合算アルバム             | 4                    | [ 統計 11 ]          |
| 日本・Billboard JAPAN Hot Albums       | 4                    | [ 統計 1 ]           |
| 日本・Billboard JAPAN Top Albums Sales | 4                    | [ 統計 3 ]           |
| 日本・Billboard JAPAN Download Albums  | 1                    | [ 統計 14 ]          |
| 楽曲「プラトー」                       |                      |                      |
| 日本・オリコンデジタルシングル         | 17                   | [ 統計 15 ]          |
| 日本・Billboard JAPAN Hot 100          | 60                   | [ 統計 16 ]          |
| 日本・Billboard JAPAN Download Songs   | 16                   | [ 統計 17 ]          |
| 楽曲「ショック!」                      |                      |                      |
| 日本・オリコンデジタルシングル         | 9                    | [ 統計 18 ]          |
| 日本・Billboard JAPAN Hot 100          | 35                   | [ 統計 19 ]          |
| 日本・Billboard JAPAN Download Songs   | 10                   | [ 統計 20 ]          |
| 日本・FM802 OSAKAN HOT 100             | 1                    | [ 統計 21 ]          |
| 日本・USEN HIT J-POPランキング         | 1                    | [ 統計 22 ]          |
| 楽曲「月の椀」                         |                      |                      |
| 日本・オリコンデジタルシングル         | 6                    | [ 統計 23 ]          |
| 日本・Billboard JAPAN Hot 100          | 37                   | [ 統計 24 ]          |
| 日本・Billboard JAPAN Download Songs   | 7                    | [ 統計 2 ]           |

| チャート                   | 順位                 | 出典                 |
| アルバム『アダプト』       | アルバム『アダプト』 | アルバム『アダプト』 |
| -------------------------- | -------------------- | -------------------- |
| 日本・オリコンCDアルバム   | 16                   | [ 統計 12 ]          |
| 日本・オリコンROCKアルバム | 1                    | [ 統計 13 ]          |

| チャート                               | 順位                 | 出典                 |
| アルバム『アダプト』                   | アルバム『アダプト』 | アルバム『アダプト』 |
| -------------------------------------- | -------------------- | -------------------- |
| 日本・Billboard JAPAN Hot Albums       | 57                   | [ 統計 4 ]           |
| 日本・Billboard JAPAN Download Albums  | 24                   | [ 統計 5 ]           |
| 日本・Billboard JAPAN Top Albums Sales | 61                   | [ 統計 6 ]           |

## 解禁日と発売日一覧
| 国・地域 | 発売・発信元                        | 発売日・解禁日                | 規格                                                                           |
| -------- | ----------------------------------- | ----------------------------- | ------------------------------------------------------------------------------ |
| 日本     | トヨタ自動車                        | 2020年9月19日                 | テレビCM「ヤリスクロス「CROSS for」篇」                                        |
| 日本     | 参天製薬                            | 2021年6月2日                  | テレビCM「サンテFX「そうだ、その目だ」編」                                     |
| 世界     | NF Records （Victor Entertainment） | 2021年11月20日・21日          | オンラインライブ「SAKANAQUARIUM アダプト ONLINE」                              |
| 世界     | NF Records （Victor Entertainment） | 2021年11月26日                | ミュージック・ライブビデオ「プラトー」                                         |
| 日本     | JFN・TOKYO FM 『SCHOOL OF LOCK!』   | 2021年12月2日                 | ラジオ・プレミア「プラトー」                                                   |
| 日本     | NF Records （Victor Entertainment） | 2021年12月11日 - 2022年2月6日 | VOD「re:アダプト ONLINE」                                                      |
| 世界     | NF Records （Victor Entertainment） | 2021年12月3日                 | デジタル・ダウンロード「プラトー」                                             |
| 世界     | NF Records （Victor Entertainment） | 2021年12月3日                 | ミュージック・ライブビデオ「プラトー」                                         |
| 日本     | JFN・TOKYO FM 『SCHOOL OF LOCK!』   | 2022年1月24日                 | ラジオ・プレミア「ショック!」                                                  |
| 世界     | NF Records （Victor Entertainment） | 2022年1月29日・30日           | ライブ映像配信「SAKANAQUARIUM アダプト TOUR STREAMING LIVE at NIPPON BUDOKAN」 |
| 世界     | NF Records （Victor Entertainment） | 2022年1月26日                 | デジタル・ダウンロード「ショック!」                                            |
| 世界     | NF Records （Victor Entertainment） | 2022年1月26日                 | ミュージック・ライブビデオ「ショック!」                                        |
| 日本     | JFN・TOKYO FM 『SCHOOL OF LOCK!』   | 2022年3月25日                 | ラジオ・プレミア「月の椀」                                                     |
| 日本     | NF Records （Victor Entertainment） | 2022年3月30日                 | コンセプト・アルバム『アダプト』                                               |